# Kaur Alttoa

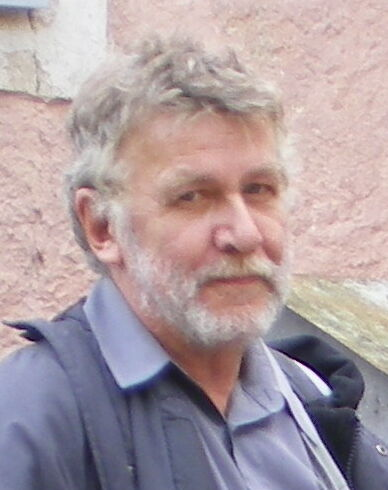
Kaur Alttoa (2007)

Kaur Alttoa (* 14. September 1947 in Tartu) ist ein estnischer Kunst- und Kulturhistoriker, der sich vor allem mit der mittelalterlichen Architektur Estlands beschäftigt hat.

## Bildung
Kaur Alttoa wurde 1947 als Sohn des Literaturwissenschaftlers Villem Alttoa und der Schulleiterin Aino Alttoa, geb. Liit, in Tartu geboren und besuchte das dortige Hugo-Treffner-Gymnasium, wo Liidia Tanimäe, eine bekannte Physiklehrerin zu Zeiten der Estnischen SSR, seine Klassenlehrerin war. Nach seinem Schulabschluss 1966 begann er im selben Jahr ein Studium der Kunstgeschichte an der Universität Tartu, das er 1972 mit einer Diplomarbeit über die Festung Vastseliina, auf Deutsch auch „Neuhausen“ genannt, abschloss. Im Jahre 1995 erwarb Alttoa an der Universität Tartu den akademischen Grad eines Magisters der Künste (Magister artium) in Kunstgeschichte mit einer Masterarbeit über die Architektur Südestlands im 15. und frühen 16. Jahrhundert. Seine frühen Forschungen legten den Grundstein für seine spätere Karriere und boten eine solide Basis für nachfolgende Studien zur mittelalterlichen Architektur Estlands.

## Forschung und Karriere
Von 1971 bis 1990 arbeitete Alttoa als Wissenschaftler an einer Filiale der Estnischen Denkmalbehörde in Tartu. Parallel dazu war er von 1975 bis 1980 als Oberlehrer an der Staatlichen Kunsthochschule der Estnischen SSR, heute Estnische Kunstakademie, in Tallinn tätig. Seit 1977 ist Alttoa an der Universität Tartu beschäftigt, wo er Ende der 1980er-Jahre Dozent für Kunstgeschichte wurde. Von 2005 bis 2007 leitete er den Lehrstuhl für Kunstgeschichte.
Alttoa war auch Leiter des Anton-Starkopf-Museums in Tartu und einer der Herausgeber der internationalen Buchreihe „Castella Maris Baltici“, die Studien zu Burgen im Baltikum veröffentlicht. Seine Lehrtätigkeit an der Estnischen Kunstakademie umfasste Vorlesungen über Kunstgeschichte von den Anfängen bis zum Impressionismus und der Kunst des 20. Jahrhunderts.
Kaur Alttoas Forschungsschwerpunkt liegt auf der mittelalterlichen Architektur Estlands. Er hat zahlreiche archäologische Ausgrabungen an Burgen wie die Ordensburg Fellin, die Hermannsfeste und Burg Neuhausen geleitet. Seine Masterarbeit von 1995 behandelte die Backsteinarchitektur Südestlands im 15. und frühen 16. Jahrhundert.
Zu seinen bedeutendsten Arbeiten gehört eine Monografie über die Johanniskirche in Tartu und deren Terrakotta-Skulpturen, an der auch seine Frau, die Historikerin und Konservatorin Eve Alttoa, mitgearbeitet hat. Alttoa hat auch über die Baugeschichte der Michaeliskirche in Lääneranna und die Olai-Kirche auf Vormsi publiziert. Seine Arbeiten umfassen eine breite Palette von Themen, darunter die mittelalterlichen Kirchen in Saaremaa, den Dom zu Riga und die Burgen des Deutschen Ordens in Viljandi (deutsch: Fellin) und Rakvere (deutsch: Wesenberg).

## Engagement und Auszeichnungen
Im Jahre 1980 war Kaur Alttoa einer der 40 Unterzeichner des offenen Briefes estnischer Intellektueller, in dem sie die Russifizierungspolitik der Sowjetunion in Estland kritisierten und die Rechte der Estnischen Sprache verteidigten. Für seine Verdienste wurde Alttoa mehrfach ausgezeichnet, darunter mit dem Orden des weißen Sterns IV. Klasse (2001), der Medaille der Stadt Tartu (2005), dem Orden des Staatswappens IV. Klasse (2006) und der Ehrenmedaille der Universität Tartu (2007 und 2012).

## Werke
- Villem Raam (Hrsg.): Eesti arhitektuur. Bände 1–4. Valgus, Tallinn 1993–99.
- Ars Estoniae medii aevi grates Villem Raam viro doctissimo et expertissimo. Tallinn 1995, ISBN 9985-60-145-9 (210 S.).
- Saaremaa kirikud = The Churches on the Island of Saaremaa, Estonia. Kunst, Tallinn 1997, ISBN 5-89920-100-2 (80 S.).
- Kärt Jänes-Kapp (Hrsg.): Saaremaa. Band 2: Ajalugu, majandus, kultuur. Eesti Entsüklopeediakirjastus, Tallinn 2007, ISBN 978-9985-0-1882-8 (1136 S.).
- Tartu Jaani kirik. Tallinn 2011, ISBN 978-9985-9896-4-7 (135 S.).
- Ain-Andris Vislapuu (Hrsg.): Viljandi ordulinnus ja Lossimäed läbi aja = The Teutonic Order's castle and castle hills in Viljandi through time. Viljandi 2015, ISBN 978-9949-9286-3-7 (183 S.).
- 101 Eesti pühakoda. Varrak, Tallinn 2015, ISBN 978-9985-3-3531-4 (214 S.).
- Tartu: piiskopi- ja hansalinnast Emajõe Ateenaks: kirjutisi Tartu vanemast ehitusloost. Ilmamaa, Tartu 2017, ISBN 978-9985-77-604-9 (375 S.).
- Mariann Raisma, K. Andreson (Hrsg.): Tartu toomkirik: katedraal, raamatukogu, muuseum = Cathedral, Library, Museum – Eight Centuries of Tartu Cathedral. Tartu 2018, ISBN 978-9985-4-1092-9 (334 S.).